# Lotus 98T
La Lotus 98T è una vettura di Formula 1 con cui il team britannico affrontò la stagione 1986. I piloti furono il confermato Ayrton Senna e il nuovo Johnny Dumfries.

## Specifiche tecniche
La vettura era in monoscocca di carbonio e kevlar. Il cambio era un ibrido Hewland/Lotus, al quale la casa inglese aggiunse la sesta marcia. Ciò diede grossi problemi di affidabilità, tanto che Senna preferì correre con la versione tradizionale a sole 5 marce. Basato sulla precedente 97T, il disegno del telaio sarà ribassato, vista anche la riduzione della capacità del serbatoio a 195 litri. Il motore era sempre della Renault, ma il nuovo modello EF15bis turbo V6.
Altre innovazioni furono una gestione dei consumi tramite un computer, un fondo piatto (già in parte introdotto nel modello 97T), un sistema di raffreddamento intercooler e un sistema di regolazione dell'altezza da terra. Nel corso della stagione vi furono anche dei sospetti sulla regolarità della vettura che però non portarono a reclami ufficiali.

## Stagione 1986
La vettura si dimostrò molto competitiva soprattutto in prova, come la precedente 97T. Senna ottenne la pole nelle prime tre gare della stagione, vincendo anche nella seconda gara (Gran Premio di Spagna). Nel corso dell'anno il brasiliano conquistò ancora 5 partenze al palo e una vittoria (Gran Premio degli USA), terminando quarto nella classifica piloti.
In totale la vettura conquistò 58 punti (solo 3 con Dumfries), facendo chiudere la scuderia al terzo posto nella classifica costruttori.

## Risultati completi in Formula 1
(Legenda: il grassetto indica le pole position, il corsivo indica i giri veloci)
| Anno | Scuderia                       | Motore            | Pilota          | 1   | 2   | 3   | 4   | 5   | 6   | 7   | 8   | 9   | 10  | 11  | 12  | 13  | 14  | 15  | 16  | WCC | Punti |
| ---- | ------------------------------ | ----------------- | --------------- | --- | --- | --- | --- | --- | --- | --- | --- | --- | --- | --- | --- | --- | --- | --- | --- | --- | ----- |
| 1986 | John Player Special Team Lotus | Renault EF15B V6t |                 | BRA | ESP | SMR | MON | BEL | CAN | USE | FRA | GBR | GER | HUN | AUT | ITA | POR | MEX | AUS | 3°  | 58    |
| 1986 | John Player Special Team Lotus | Renault EF15B V6t | Ayrton Senna    | 2   | 1   | Rit | 3   | 2   | 5   | 1   | Rit | Rit | 2   | 2   | Rit | Rit | 4   | 3   | Rit | 3°  | 58    |
| 1986 | John Player Special Team Lotus | Renault EF15B V6t | Johnny Dumfries | 9   | Rit | Rit | NQ  | Rit | Rit | 7   | Rit | 7   | Rit | 5   | Rit | Rit | 9   | Rit | 6   | 3°  | 58    |